# 康定橐吾
康定橐吾（学名：Ligularia kangtingensis）为菊科橐吾属下的一个种。

## 扩展阅读
維基物種上的相關：康定橐吾